# Ferocactus herrerae
Ferocactus herrerae là một loài thực vật có hoa trong họ Cactaceae. Loài này được J.G.Ortega mô tả khoa học đầu tiên năm 1927.

## Hình ảnh

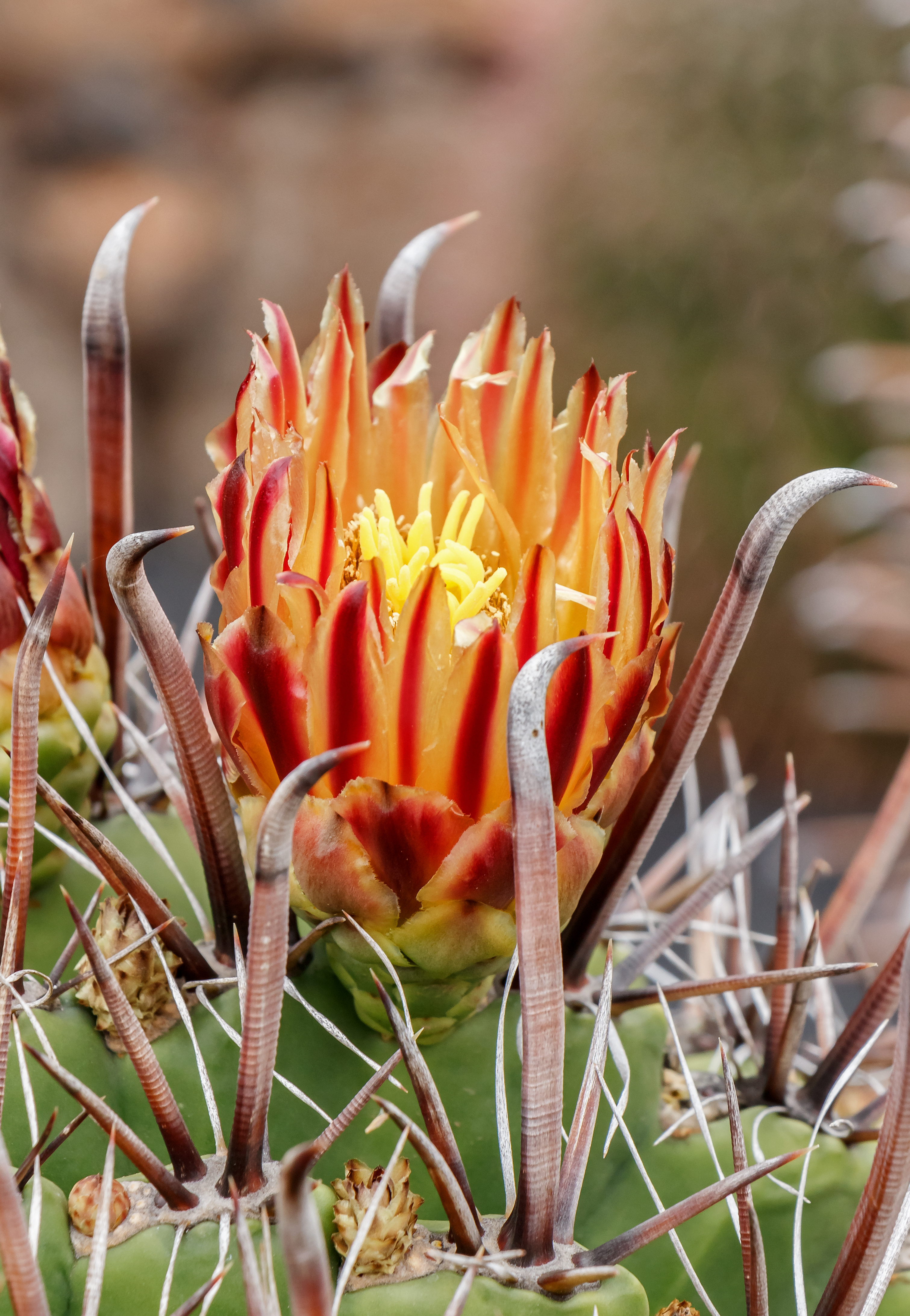
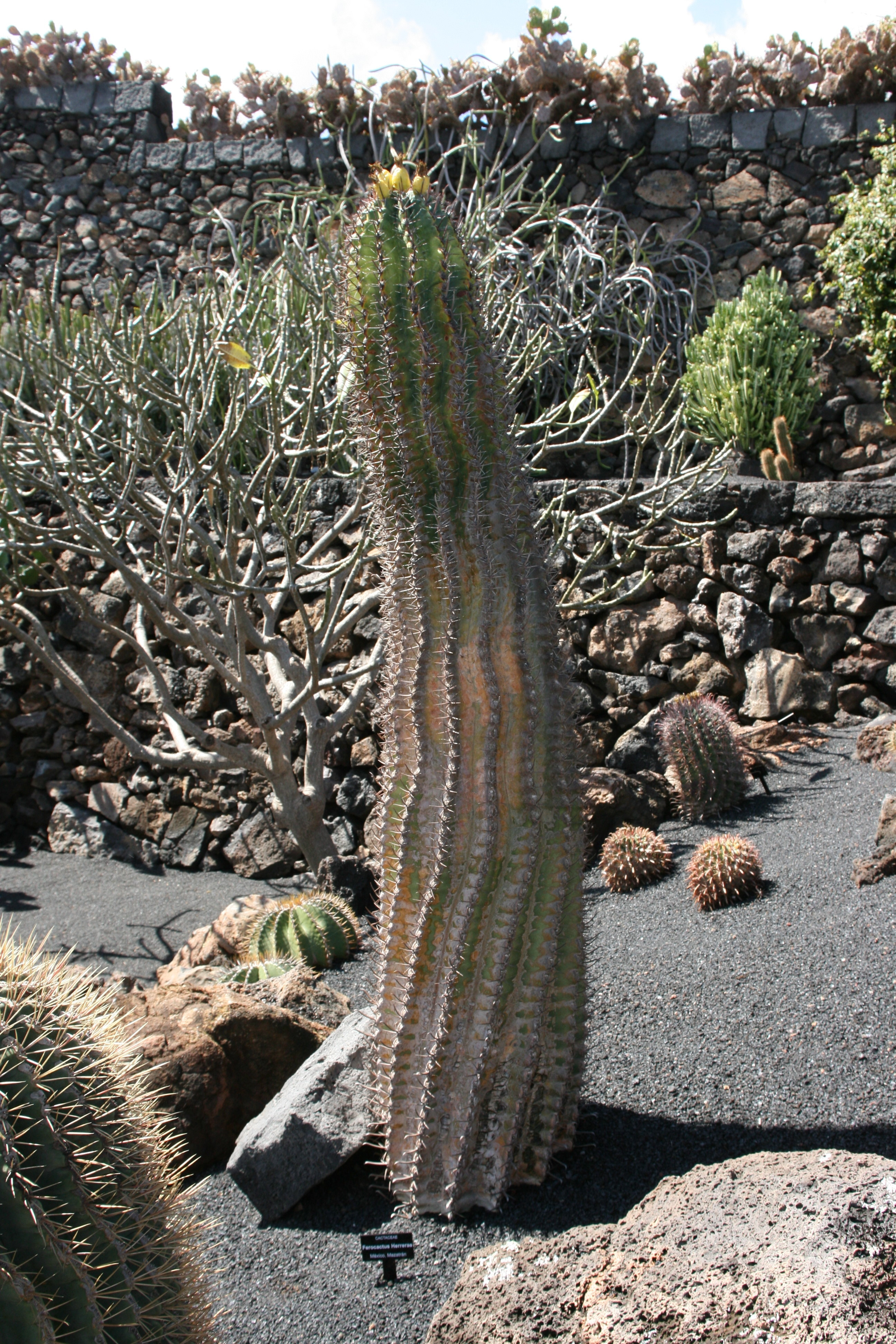